# میچل باتیستا (وزنه‌بردار)
میچل باتیستا (اسپانیایی: Michel Batista‎؛ زادهٔ ۱۴ نوامبر ۱۹۷۷) وزنه‌بردار اهل کوبا است. وی در بازی‌های المپیک تابستانی ۲۰۰۰ و ۲۰۰۴ شرکت کرده‌است.